# Anguszt Nazrań
Anguszt Nazrań (ros. Футбольный клуб «Ангушт» Назрань, Futbolnyj Kłub "Anguszt" Nazrań) – rosyjski klub piłkarski z siedzibą w Nazraniu działający w latach 1993–2008.

## Historia
Chronologia nazw:
- 1993–1994: Inguszetija Nazrań (ros. «Ингушетия» Назрань)
- 1995: Anguszt Małgobek (ros. «Ангушт» Малгобек)
- 1996–2006: Anguszt Nazrań (ros. «Ангушт» Назрань)
- 2007–2008: Onguszt Nazrań (ros. «Онгушт» Назрань)

Piłkarska drużyna Inguszetija została założona w 1993 w mieście Nazrań.
W Mistrzostwach Rosji klub debiutował w Trzeciej Lidze, grupie 2, w której zajął 8. miejsce. W następnym sezonie klub przeniósł się do Małgobeku, tak jak trwała rekonstrukcja stadionu Centralnego, i pod nazwą Anguszt Małgobek zajął drugie miejsce w trzeciej lidze i awansował do drugiej.
W 1996 klub powrócił do Nazraniu i pod nazwą Anguszt Nazrań startował w Drugiej Lidze, grupie Zachodniej, w której występował 10 sezonów.
W 2005 klub zdobył mistrzostwo w swojej grupie w Drugiej Dywizji i w turniej finałowym zdobył awans do Pierwszej Dywizji. Jednak w sezonie 2006 zajął ostatnie 22. miejsce. Klub ogłosił bankructwo i został rozwiązany.
Jego tradycje przejął nowo powstały klub Anguszt Nazrań, który występował w Amatorskiej Lidze.

## Sukcesy
- 22. miejsce w Rosyjskiej Pierwszej Dywizji: 2006
- 1/8 finału w Pucharze Rosji: 1996

## Zawodnicy
- / Magomied Adijew